# Красний (Єланський район)
Красний (рос. Красный) — селище у Єланському районі Волгоградської області Російської Федерації.
Населення становить 493  особи. Входить до складу муніципального утворення Єланське міське поселення.

## Історія
Селище розташоване у межах українського історичного та культурного регіону Жовтий Клин.
Селище засноване 1964 року.
Згідно із законом від 24 грудня 2004 року № 980-ОД органом місцевого самоврядування є Єланське міське поселення.

## Населення
| 2010 | 2014 |
| ---- | ---- |
| 128  | ↗493 |